# Maatschappij van Weldadigheid

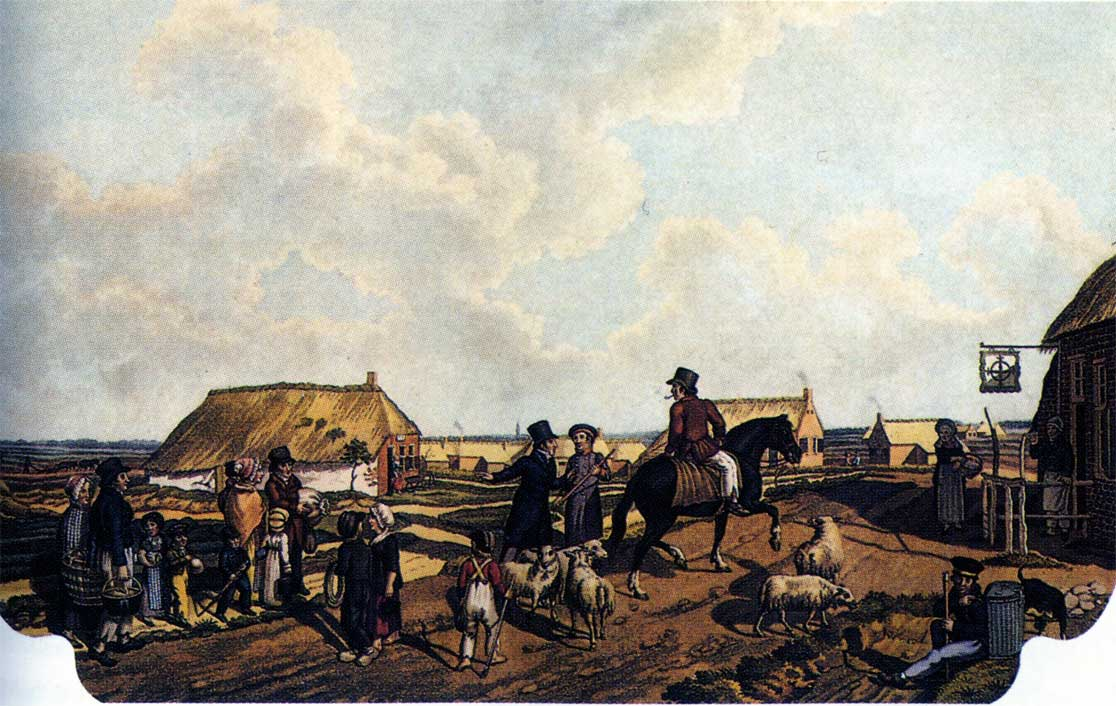
Kolonistenwoning in Willemsoord.

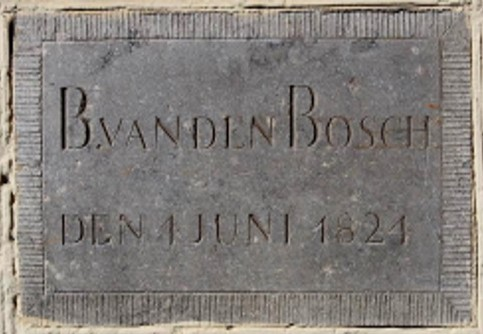
De herinneringssteen boven de ingang van het vierkante gebouw in Merksplas met de naam van de eerste directeur Benjamin van den Bosch

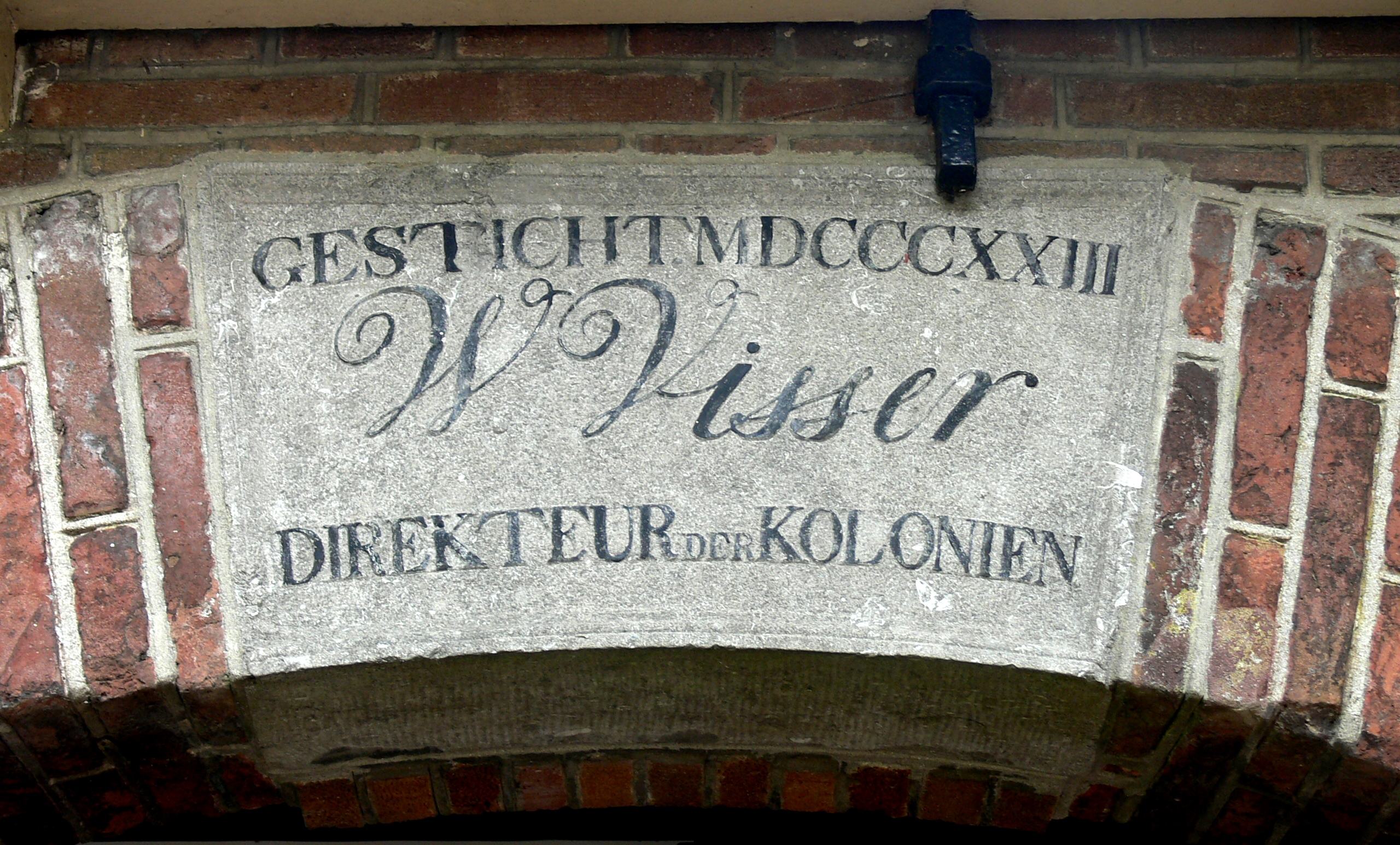
Stichtingssteen uit 1823 met de naam van directeur Wouter Visser, ingemetseld boven de toegangspoort van het gevangenismuseum in Veenhuizen, vroeger het Tweede gesticht.

De Maatschappij van Weldadigheid is een particuliere organisatie opgericht in de 19e eeuw die arme gezinnen en personen, veelal uit de grote steden, wilde helpen om een eigen bestaan op te bouwen als boer in de vrije koloniën Frederiksoord, Willemsoord en Wilhelminaoord. Initiatiefnemer was generaal en staatsman Johannes van den Bosch, die met dit doel grondgebieden had aangekocht. In drie gestichten te Veenhuizen werden wezen en bedelaars geplaatst op aanwijzen van subcommissies die verspreid waren over het gehele land. Ommerschans was een strafkolonie en de plaats van aanmelding en selectie voor een ieder. In de 20e eeuw werd het accent van de werkzaamheden verschoven van armoedebestrijding naar het beheer van cultuur- en bosgronden. De maatschappij werd een stichting met het kantoor in Huis Westerbeek te Frederiksoord, het landgoed dat oorspronkelijk door Johannes van den Bosch was aangekocht. Enkele uit deze organisatie voortgekomen Koloniën van Weldadigheid zijn in 2021 opgenomen in de UNESCO-Werelderfgoedlijst.

## Armoedebestrijding in de negentiende eeuw
Nederland was in het begin van de negentiende eeuw, na de Franse overheersing en mislukte oogsten in Nederlands-Indië door de uitbarsting van de Tambora, sterk verarmd. Veel gezinnen leefden in de steden en op het platteland in kommervolle situaties. Daardoor hadden in Amsterdam de aalmoezeniers in 1812 de zorg voor ruim 3.600 weeskinderen. Het is de verdienste van Johannes van den Bosch geweest dat hij dit probleem onderkende, en dat hij ook daadwerkelijk stappen ondernam om te trachten armoede uit te bannen. Uiteindelijk leed zijn project schipbreuk, omdat hij vanwege de tegenvallende opbrengsten steeds weer geld moest lenen om de kolonies in stand te kunnen houden.
Voor de kolonisten betekende plaatsing in de zogenaamde vrije kolonies een geweldige ingreep in hun leven. Velen werden vanuit de grote stad 'overgeplant' in een voor hen vreemde omgeving als het Drentse platteland. Sommigen wisten zich goed te redden, maar anderen keerden weer graag terug naar de plaats van herkomst.
De kolonist Pieter Arends vond dat het leven in de kolonie hem mooier was voorgespiegeld dan het in werkelijkheid was. Toen hij hierover zijn beklag deed in een brief aan zijn zuster kwam dit de leiding van de kolonie ter ore. Het kwam hem op een flinke schrobbering van de directeur van de kolonie (Benjamin van den Bosch, broer van Johannes) te staan, die geen goed woord voor hem over had en hem "een grote domme luiaard' noemde. Uiteindelijk wist Arends toch de positie van vrijboer in Ommerschans te bereiken.

## Oprichting
In 1818 werd de Maatschappij van Weldadigheid opgericht door generaal Johannes van den Bosch die de armoedige gezinnen na de Franse overheersing wilde helpen. Van den Bosch kocht in Drenthe woeste grond aan zodat de armen die konden ontginnen. Het Huis Westerbeek op het landgoed Westerbeeksloot in het huidige Frederiksoord werd het bestuurlijk centrum van de Maatschappij van Weldadigheid.

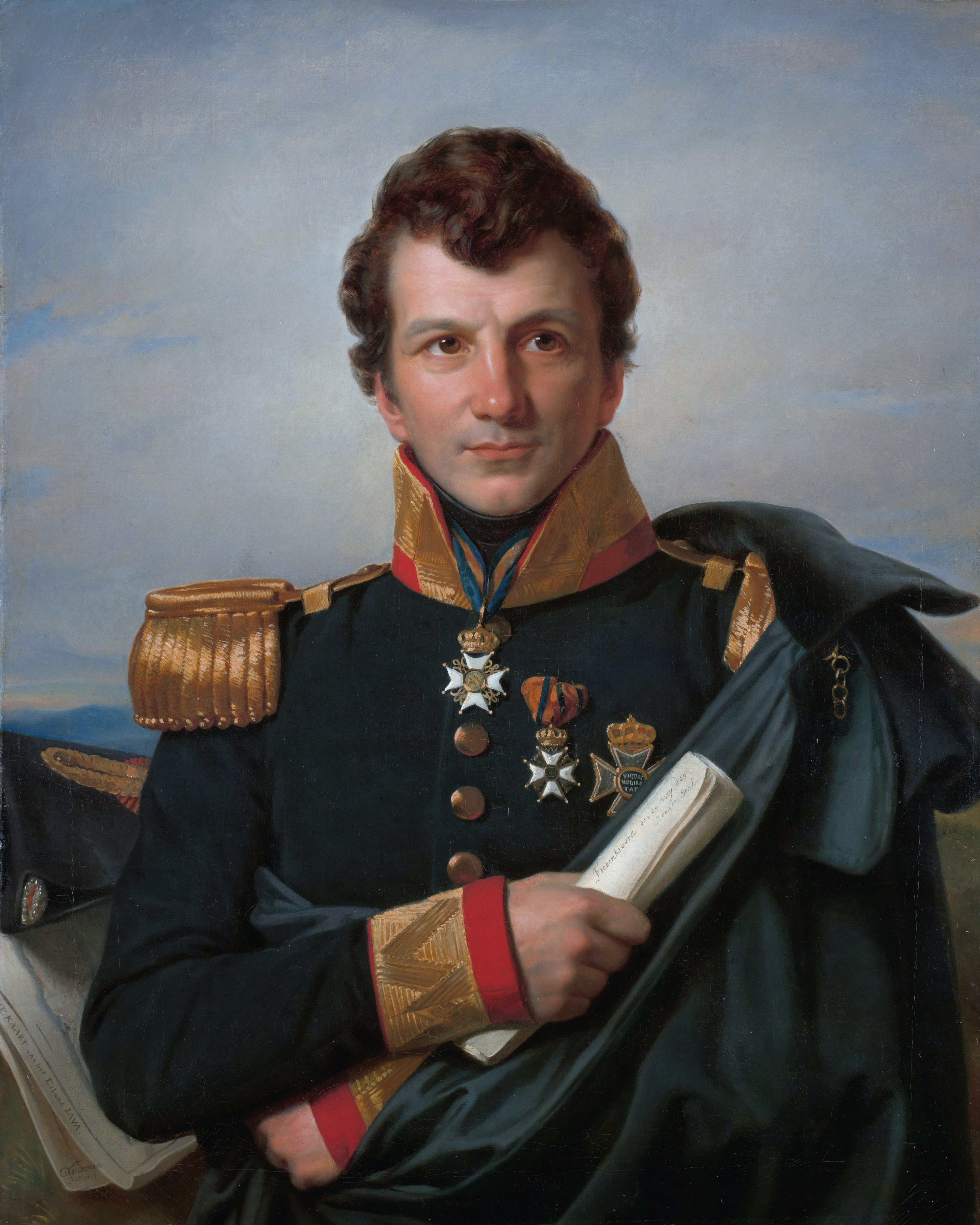
Johannes van den Bosch

In de aanhef van een door Johannes van den Bosch ondertekend verzoekschrift in 1818 aan Koning Willem I:
Sire!
Een aanzienlijk getal onderdanen van Uwe Majesteit hebben zich vereenigd om een Maatschappij van Weldadigheid opterichten onder de bescherming van zijne Koningklijke Hoogheid Prins Frederik, met oogmerk om aan de talrijke klassen van behoeftige ingezetenen arbeid te verschaffen en zulks in de Eerste plaats door middelen van Fabriekmatige inrichtingen ter vervaardiging van zoodanige goederen, die geheel of grotendeels van Buitenlands worden ingevoerd, het debiet daarvan te verzekeren door eene Vrijwillige overeenkomst der Leden van de Maatschappij, om Jaarlijks eene zekere hoeveelheid stoffen op deze wijze vervaardigd tegen gezette prijzen te ontvangen, ten Tweede door het ontginnen en Vruchtbaar maken van nog ongecultiveerde gronden in ons Vaderland, en daarop bij wijze van Colonisatie over te brengen zoodanige Armen die voor dezen arbeid geschikt geoordeeld worden.
Het verzoekschrift resulteerde in Koninklijke Besluiten van 6 november 1822 en 10 juli 1824, besluitend dat kinderen welks onderhoud ten laste van de Gemeente jaarlijks meer dan Fl.30 kostte moesten worden overgebracht naar de koloniën van Weldadigheid.
In navolging van de Maatschappij van Weldadigheid, die in de Noordelijke Nederlanden actief geworden was, werd in 1821/1822 in de toenmalige Zuidelijke Nederlanden een soortgelijke Maatschappij van Weldadigheid voor de ontginning der heigronden in de Zuidelijke provinciën opgericht.

## Koloniën

### De proefkolonie
Johannes van den Bosch ging voortvarend aan de slag. Op 25 augustus 1818 - één week na de aankoop van het landgoed Westerbeeksloot door de Maatschappij - legde hij de eerste steen voor de eerste kolonistenwoning. Op 29 oktober 1818 arriveerden de eerste gezinnen in de kolonie, die vooralsnog als 'proefkolonie' zal fungeren. In het totaal zijn 52 gezinnen uit alle delen van het land 'uitverkoren' om mee te doen aan het experiment van Johannes van den Bosch. Na vierenhalf jaar woonden er nog 42 gezinnen onder de hoede van de Maatschappij van Weldadigheid. Een groot deel van hen is er tot hun dood blijven wonen. Hun lotgevallen zijn uitvoerig beschreven door Wil Schackmann in 'De Proefkolonie'.

### Vrije koloniën
De maatschappij bouwde vervolgens definitieve kolonies, bestaande uit kleine koloniehuisjes met een beetje grond. Die huisjes stonden op regelmatige afstand van elkaar langs kaarsrechte wegen. De kolonies 1 en 2 (zuid en noord van de weg) werden later omgevormd tot het dorp Frederiksoord, de andere kolonies tot de dorpen Wilhelminaoord (kolonie 4) en Boschoord (Kolonie 7) in Zuidwest-Drenthe en Willemsoord (kolonie 3) in Noordwest-Overijssel). Hier werden in de periode 1818-1911 zo'n 1.400 gezinnen opgevangen. Om de bevolking op te voeden en te vrijwaren van kwalijke invloeden, stichtte de Maatschappij haar eigen scholen en voerde ze koloniegeld in. Dat geld heeft niet zo lang bestaan, maar de scholen wel. Naast lagere scholen, stichtte de maatschappij ook beroepsopleidingen zoals het van 1823 tot 1859 geëxploiteerde Instituut voor de Landbouw in Wateren, in 1884 de Gerard Adriaan van Swieten Tuinbouwschool en in 1887 de gelijknamige Bosbouwschool in Frederiksoord en de Gerard Adriaan van Swieten Landbouwschool in 1884 in Willemsoord. De stichting van deze scholen werd mogelijk gemaakt door een schenking van de oud-majoor der cavalerie, Frederic Henri Louis van Swieten. De tuinbouwschool is november 2005 verhuisd naar Meppel.
Kolonisten konden als beloning voor vlijtigen arbeid en goed gedrag een koperen, zilveren of gouden medaille verkrijgen, met daaraan een jaarlijks geldbedrag verbonden van respectievelijk 2,5, 5 en 10 gulden. Wie kon aantonen dat hij van de opbrengst van zijn land en vee voldoende kon bestaan, verkreeg de zilveren of gouden medaille en kon bevorderd worden tot pachter of vrijboer. De aanstelling tot wijkmeester of plaatsing als hoevenaar op een der grote boerderijen bij Ommerschans of Veenhuizen was vervolgens een lonkend perspectief.
Op initiatief van Johannes van den Bosch werd in Wortel in 1822 de vrije Wortel-kolonie gebouwd met 129 boerderijtjes. De kolonie van Wortel is na de Belgische Revolutie geheel afgebroken.

### Onvrije koloniën

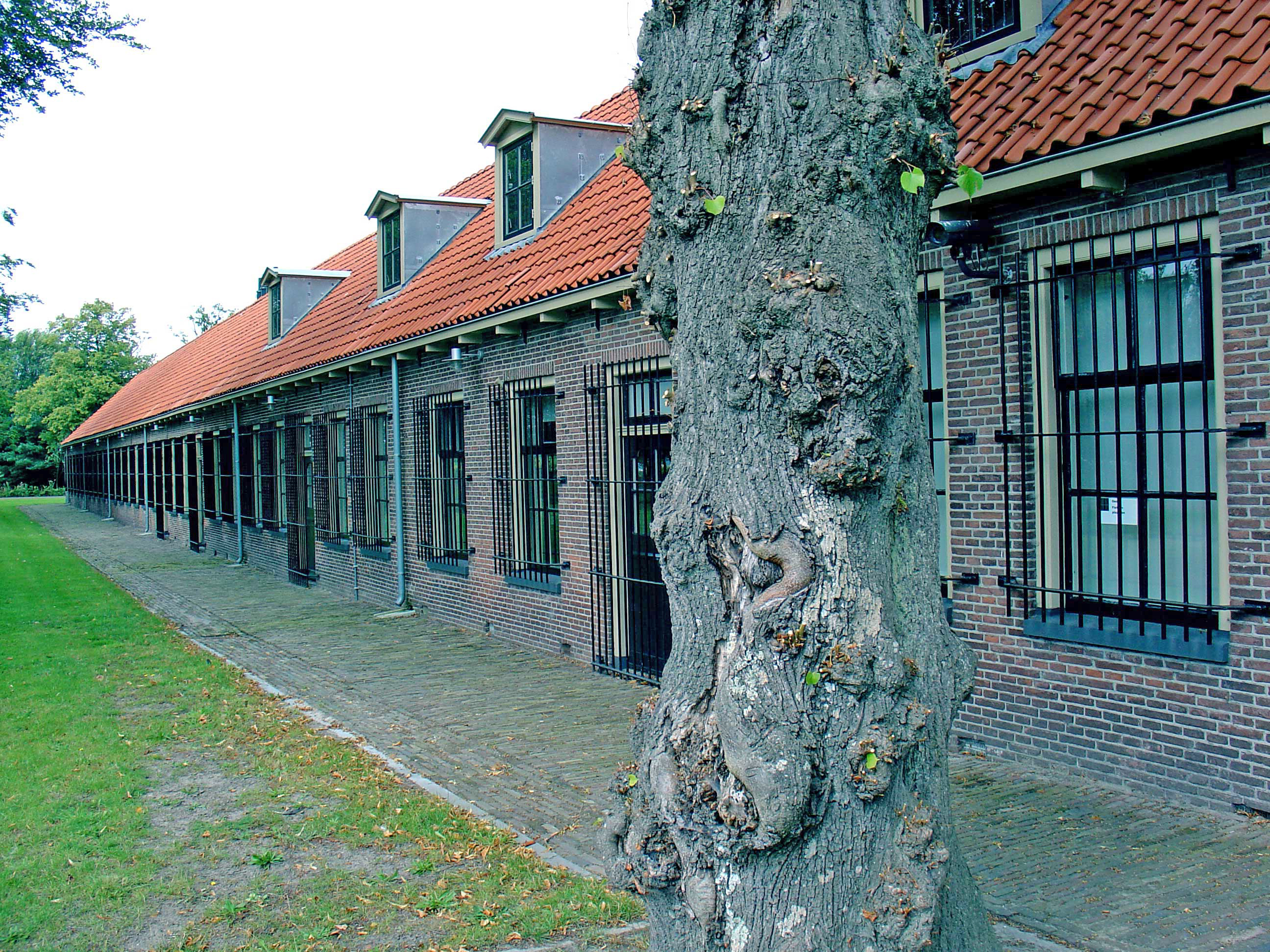
Veenhuizen (tweede gesticht), thans museum

In Veenhuizen kwam eerst een wezengesticht en daarna nog twee bedelaarsgestichten. In Ommerschans (kolonie 5) werd een strafkolonie opgericht. Hier werden onwillige wezen, landlopers en bedelaars opgesloten en aan het werk gezet, maar ook kolonisten konden hier terechtkomen, bijvoorbeeld als straf voor drankmisbruik, ontucht, verkwisting, brutaliteit of desertie. In Ommerschans werd één gesticht opgericht en in Veenhuizen drie. Al deze gebouwen waren vierkant met een binnenplaats. Alleen het tweede gesticht is nog over; het is nu het Gevangenismuseum.

## Overname door de overheid
In 1859 werden de onvrije koloniën Veenhuizen 1, 2 en 3 en Ommerschans overgenomen door de Nederlandse staat en werden het Rijkswerkinrichtingen. De vrije koloniën schaften het koloniegeld af en de centrale leiding. In 1890 werd Ommerschans gesloten. In Veenhuizen werd een aantal gebouwen (Norgerhaven, Esserheem) neergezet als gevangenis. Het tweede gesticht is nu het gevangenismuseum.
In 1866 werd in België de wet op de landloperij van kracht. Een landloper was volgens die wet iemand zonder inkomen die onvoldoende geld had om een brood te kopen. Landloperij was een misdrijf waarop gevangenisstraf stond.

## De Zuidelijke koloniën van de Maatschappij van Weldadigheid
Op de heidevelden bij Wortel en Rijkevorsel/Merksplas (pal tegen de Nederlandse grens aan bij Baarle Hertog) vlak bij Hoogstraten, waar in het Gelmelslot sinds 1810 ook een bedelaarsgesticht was gevestigd, ontstonden in 1822 onder de leiding van Prins Frederik de nieuwe weldadigheidskoloniën van de Societé de Bienfaisance. Benjamin van den Bosch, de jongere broer van Johannes, was er met een korte onderbreking in 1824/5 de eerste acht jaar directeur, tot aan de Belgische revolutie van augustus 1830 toen hij als Nederlands Kapitein naar Breda vertrok. Wortel, nu ook deel van het UNESCO Werelderfgoed, was een vrije kolonie evenals Frederiksoord met 129 boerderijtjes. In Merxplas (zoals de spelling was tot 1935) was vanaf augustus 1825 ruimte voor 1000 bedelaars in een carré-vormig gebouw, dat sterk leek op dat van Ommerschans en Veenhuizen. Zij werkten in vier grote boerderijen er omheen of in de textielfabriek. In 1842 hield de Zuidelijke Maatschappij van Weldadigheid op te bestaan door gebrek aan geld en aan draagvlak. Na een aantal jaren werden de gebouwen overgenomen door de staat België en ingericht als Rijksweldadigheidsgestichten. Het werd steeds meer een open strafinrichting, in deze hoedanigheid heeft de kolonie bestaan tot 1993 toen de wet op de landloperij afgeschaft werd. De kolonie van Merksplas is thans een strafinrichting, de grootste gevangenis van België en een centrum voor uitgeprocedeerde asielzoekers. De vijf belangrijkste gebouwen zijn als monument beschermd.

## Kritiek op de koloniën
Het initiatief van Johannes van den Bosch werd het sterkst bekritiseerd vanuit conservatief christelijke hoek. Met name de Réveil-beweging was van oordeel dat de mens niet mocht ingrijpen in de door God beschikte ordening. Dirk van Hogendorp, leerling van Willem Bilderdijk, die met zijn vriend Jacob van Lennep de kolonies bezocht, was van mening dat de Maatschappij van Weldadigheid, omdat ze niet godsdienstig was, wel ten onder zou moeten gaan. Ook Isaac da Costa en Ottho Gerhard Heldring waren felle bestrijders van de ideeën van Van den Bosch. Naar hun opvatting maakten armen en hulpbehoevenden deel uit van de samenleving, opdat rijken en welgestelden hun barmhartigheid konden betonen als blijk van christelijke naastenliefde.

## Desperadokoloniën
Sommige - vooral jongere - uit de kolonie weggestuurde kolonisten vestigden zich in de directe omgeving in haastig gebouwde plaggenhutten en vormden de zogenaamde desperado-kolonies zoals in Nijensleek, Vledderveen, Noordwolde-Zuid of Marijenkampen (bij Steenwijk).

## Huidige situatie
In de 20e eeuw werden voor onmaatschappelijken woonscholen opgericht die zich juist wel in de grote steden bevonden.
De Maatschappij van Weldadigheid is omgevormd tot een stichting die zorg draagt voor het beheer van 1.400 hectare cultuur- en bosgrond, waaronder het Landgoed Boschoord van het Nationaal Park Drents-Friese Wold. In het Museum De Proefkolonie in Frederiksoord laat de Maatschappij zien wat het leven in de koloniën inhield. Er is een database met daarin opgenomen de personen die als kolonisten, of als beambten, in de koloniën hebben gewoond en gewerkt; documenten zijn eveneens in te zien in het Drents Archief in Assen. In Veenhuizen is het Nationaal Gevangenismuseum gevestigd in een voormalig werkgesticht aan de Oude Gracht 1.